# Vanitas
Vanitas (tiếng Latin, nghĩa là "hư vô", "hư không", "sắc sắc không không") – là một thể loại hội họa Baroque mang tính biểu tượng, mà phần trung tâm thường là hộp sọ con người (đầu lâu). Những bức tranh thực hiện theo phong cách vanitas có ý nghĩa là lời nhắc nhở về tính thoảng qua của cuộc sống, sự phù phiếm của niềm vui hạnh phúc và cái chết là không tránh khỏi. Thể loại này rất thịnh hành trong tranh tĩnh vật ở Flanders, Hà Lan trong các thế kỷ 16 và 17, ít phổ biến hơn ở Pháp và Tây Ban Nha.

## Một số biểu tượng
- Đầu lâu – lời nhắc nhở rằng cái chết là không tránh khỏi, ai cũng phải chết. Đầu lâu nhắc về con người đã từng sống trước đây và là sự biểu tượng của cuộc sống phù du.
- Trái cây thối rữa – tượng trưng cho sự lão hóa. Trái cây chín tượng trưng cho khả năng sinh sản, sự phong phú, hiểu theo nghĩa bóng là sự giàu có và thịnh vượng. Một số loại cây có những ý nghĩa riêng: thí dụ tượng trưng cho sự lỗi lầm là lê, cà chua, cam, quýt, nho, đào... và tất nhiên là quả táo.
- Hoa (héo tàn) – hoa hồng là của Vệ nữ, biểu tượng của tình yêu và tình dục, là những thứ phù phiếm, thuộc tính của con người; hoa anh túc để làm ra thuốc phiện, biểu tượng của sự lười biếng; hoa tuy líp, biểu tượng của sự dại dột, vô trách nhiệm.
- Vỏ sò, ốc – là những thứ biểu tượng cho cái chết và sự phù vân.
- Gương – biểu tượng của sự hiếu danh và là sự thể hiện của ảo ảnh chứ không phải thực.
- Bát đĩa, gương kính (vỡ) – kính tượng trương cho sự mong manh dễ vỡ, gốm trắng tượng trưng cho sự tinh khiết, cối và chày là những biểu tượng của tình dục nam và nữ, chai biểu tượng của sự say rượu.
- Dụng cụ y tế – biểu tượng của bệnh tật và là lời nhắc nhở về sự yếu đuối của con người.
- Tẩu thuốc lá – biểu tượng của sự khoái lạc qua mau.
- Bong bóng xà phòng – biểu tượng cuộc đời ngắn ngủi và tính đột ngột của cái chết, từ đó mà có thành ngữ homo bulla (con người là bong bóng).
- Quân bài, quân cờ – biểu tượng của sự nhầm lẫn mục đích của cuộc đời, sự tìm kiếm lạc thú và lầm lỗi.
- Ngọn nến đang cháy – biểu tượng của linh hồn người, thổi tắt nến tượng trưng cho sự ra đi.
- Đồng hồ - biểu tượng cho sự trôi nhanh của thời gian.
- Sách và bản đồ - biểu tượng của khoa học.
- Chân dung phụ nữ đẹp – biểu tượng của các mối quan hệ giữa con người.
- Ví tiền và đồ trang sức – biểu tượng của sắc đẹp và vẻ quyến rũ của phụ nữ đồng thời chúng gắn liền với thói háo danh và lầm lỗi.
- Vũ khí và đồ binh giáp – biểu tượng của sức mạnh và quyền lực, là những thứ mà con người không thể mang theo xuống mồ.

## Xuất xứ của vanitas
Thuật ngữ này có nguồn gốc từ Kinh Thánh, Cựu Ước (Sách Truyền đạo của Solomon): Vanitas vanitatum et omnia vanitas (Hư không của sự hư không – thế sự hư không!)
| Thế sự đều hư không I 1 Lời người truyền đạo, con trai Đa-vít Lời của vua tại Giê-ru-sa-lem. 2 Hư không của sự hư không Người truyền đạo nói: Hư không của sự hư không! Thảy đều hư không. 3 Các công việc lao khổ của loài người Làm dưới mặt trời nào có ích chi? 4 Đời này qua, đời khác đến Nhưng đất cứ còn luôn luôn. 5 Mặt trời mọc, mặt trời lặn Rồi vội vàng về nơi nó mọc lên. 6 Gió thổi về nam, xây qua hướng bắc Gió xây đi vần lại không ngừng Rồi lại trở về vòng cũ của mình. 7 Muôn con sông đều đổ vào biển cả Tất cả sông nhưng biển chẳng hề đầy Rồi những con sông đều trở về đây Sông trở về đây để rồi chảy nữa. 8 Muôn vật trên đời thảy đều lao khổ Tất cả con người không thể nói ra Mắt con người không hề chán ngó Tai con người chẳng hề nhàm nghe. 9 Điều đã có, ấy là điều sẽ có Điều gì đã làm, vẫn sẽ làm ra Dưới mặt trời chẳng có gì mới mẻ. 10 Nếu ai đó nói có một vật gì Rất mới mẻ, thật ra là đã có Từ các thời xưa cũ trước thời ta. 11 Không còn kỷ niệm về thời xưa cũ Và các đời sau cũng chẳng nhớ gì. Sự hư không của khôn ngoan 12 Như ta đây là người truyền đạo Vua Israel ở Giê-ru-sa-lem. 13 Ta đã chuyên lòng lấy sự khôn ngoan Mọi việc làm ra dưới trời tra khảo Đấy là công việc nặng nề vất vả Mà Chúa giao cho người để lo làm. 14 Ta đã từng thấy tất cả việc làm Dưới mặt trời kia thảy đều hư không Tất cả - hư không, theo luồng gió thổi. 15 Vật đã cong, không thể ngay được lại Đếm làm sao, nếu như vật là không. 16 Ta từng nói với tất cả tấm lòng Rằng ta đã có được sự khôn ngoan Hơn tất cả những người từng sống trước Người trước ta ở Giê-ru-sa-lem Ta thấy nhiều khôn ngoan và kiến thức. 17 Ta cũng chuyên lòng học sự khôn ngoan Nhận biết ngu dại và sự điên cuồng Biết đó cũng là theo luồng gió thổi. 18 Vì nhiều khôn ngoan có lắm đau buồn Nhân lên tri thức, nhân sự đau thương. ........................... ............................ Khuyên người trẻ tuổi 9 Trẻ nhỏ hãy vui trong buổi thiếu niên Lòng hớn hở khi hãy còn thơ ấu Hãy đi theo con đường của lòng mình Và hãy xem những gì mắt yêu dấu. | Nhưng hãy biết rằng vì tất cả ấy Đức Chúa Trời rồi sẽ đoán xét con. 9 Hãy xua nỗi buồn ra khỏi con tim Và cái ác khỏi xác thân hãy đuổi Vì thời thơ ấu và thời trẻ tuổi Tất cả chỉ là một sự hư không. XII 1 Buổi ấu thơ hãy nhớ Tạo Hoá mình Trước khi những ngày gian nan chưa đến Những ngày mà rồi ngươi sẽ nói rằng: "Chẳng có gì ta lấy làm thoả mãn". 2 Một ngày hãy còn chưa tắt ánh sáng Mặt trời, Mặt Trăng và các ngôi sao Đám mây mới sau cơn mưa chưa đến. 3 Trong ngày ấy kẻ giữ nhà run rẩy Những người mạnh mẽ cũng sẽ cong khom Người xay cối, vì ít, nên ngừng lại Kẻ ngó qua cửa sổ mỏi mắt nhòm. 4 Và hai cánh cửa bên đường đóng lại Tiếng cối xay rồi cũng sẽ lặng im Tiếng gà gáy làm người ta thức dậy Và tiếng con gái hát bỗng im lìm. 5 Lúc ấy người ta sợ hãi lên cao Đi trên đường sẽ vô cùng khiếp sợ Và sẽ trổ bông những khóm hạnh đào Cào cào nặng, ước ao không còn nữa. Vì bấy giờ ngươi đi về nơi ở Trong ngôi nhà ngươi muôn thuở, muôn đời Những kẻ đưa tang đi vòng quanh, trên phố. 6 Nhớ Tạo Hoá trước khi dây bạc đứt Chén vàng tan, bình bên suối vỡ ra Trước khi gục vào trên giếng bánh xe. 7 Và tro bụi trở về đất như cũ Còn linh hồn về với Đức Chúa Trời Là Đấng trước đây ban nó cho người. 8 Kẻ truyền đạo nói: Hư không của sự hư không! Thảy đều hư không! 9 Vả lại, vì kẻ truyền đạo là người khôn Nên cứ dạy tri thức cho dân sự Ngài rà soát, sắp đặt theo thứ tự Và cân nhắc rất nhiều câu châm ngôn. 10 Kẻ truyền đạo đã chuyên lo kiếm tìm Những câu hay, và các lời đã viết Đều chính trực và là lời chân thật. 11 Lời của người khôn ngoan giống như kim Các câu châm ngôn như đinh đóng chặt Từ kẻ chăn chiên duy nhất rao truyền. 12 Con hãy gìn giữ những lời dạy trên Vì người ta chép nhiều sách chẳng cùng Đọc nhiều quá - nhọc nhằn cho thân xác. 13Chúng ta hãy cùng lắng nghe lời kết: Kính sợ Chúa và giữ điều răn Ngài Vì đấy là bổn phận của con người. 14 Vì Đức Chúa Trời đem ra đoán xét Tất cả mọi việc, dù là kín thầm Và dù điều thiện hay là điều ác. Trích Kinh Thánh diễn thơ của Hồ Thượng Tuy |

## Thư viện ảnh

Thế sự hư không - tranh của Charles Allan Gilbert
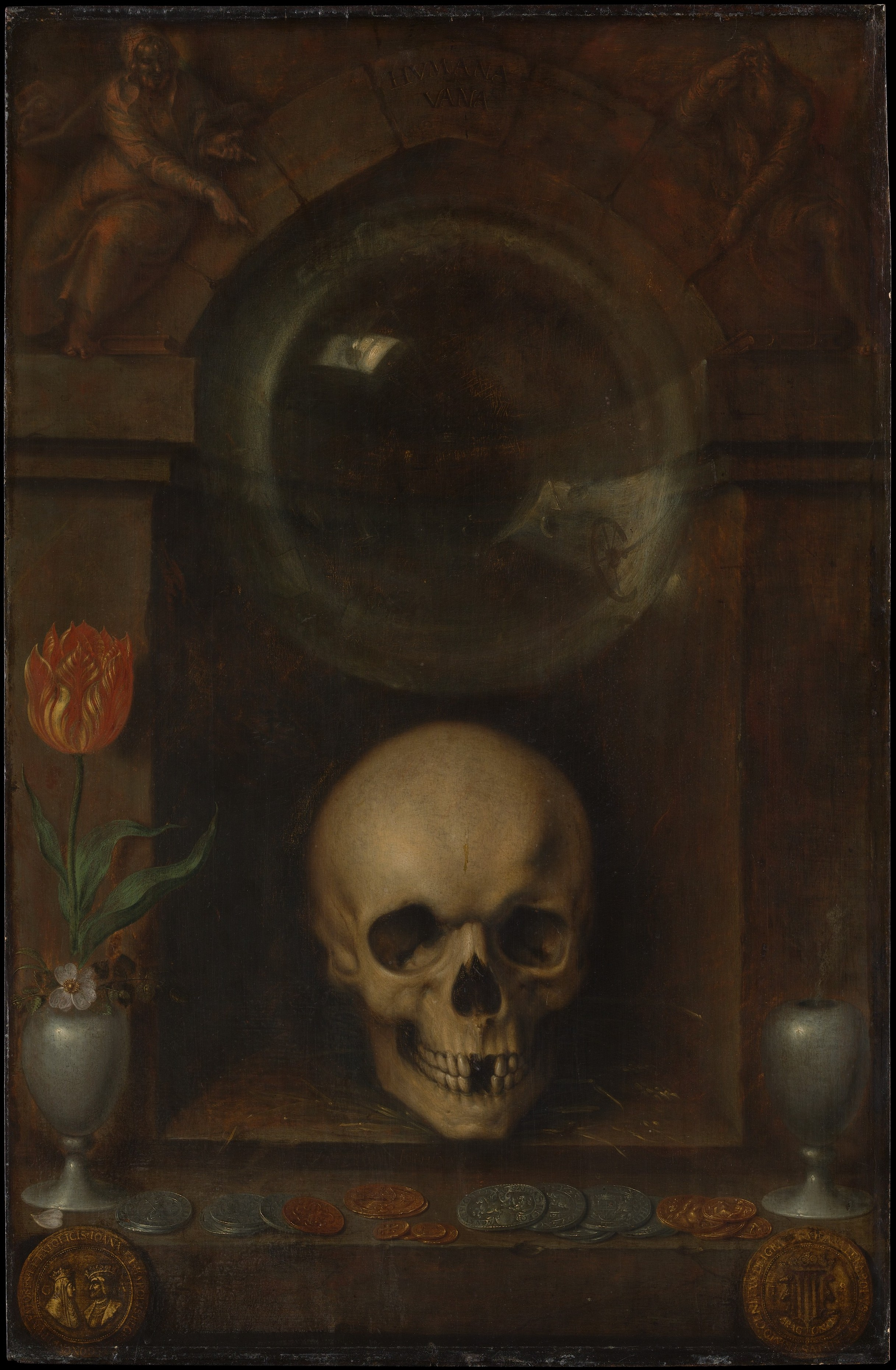
Vanitas - tranh của Jacques de Gheyn II
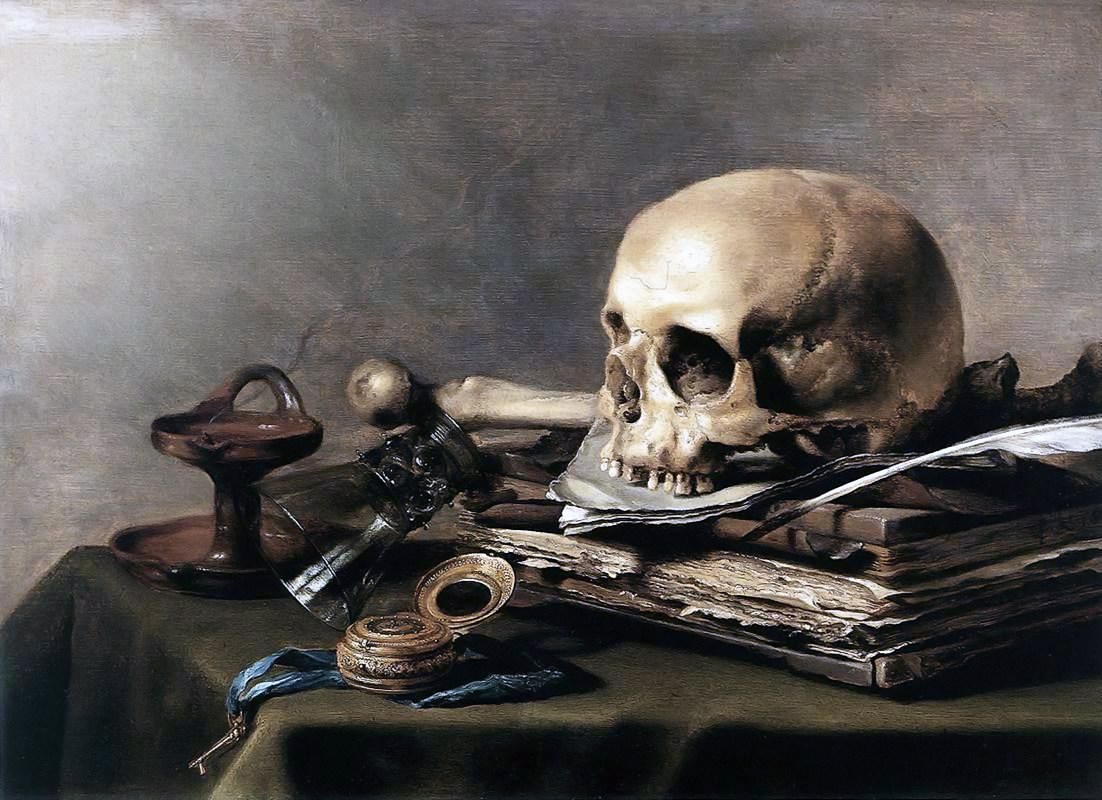
Vanitas - tranh của Pieter Claesz
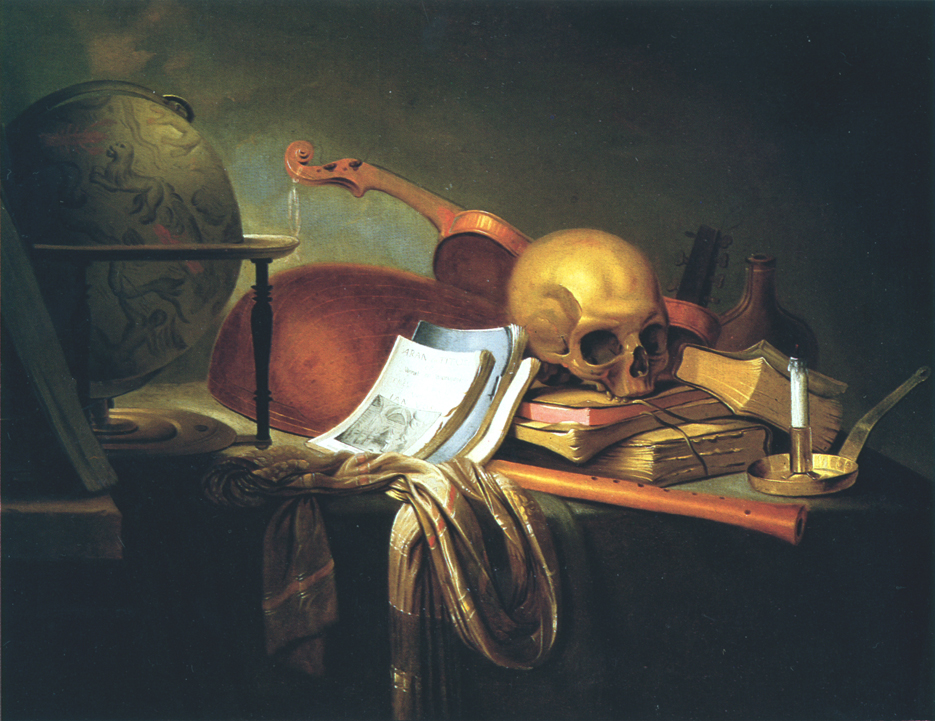
Vanitas - tranh của Pieter van Steenwyck
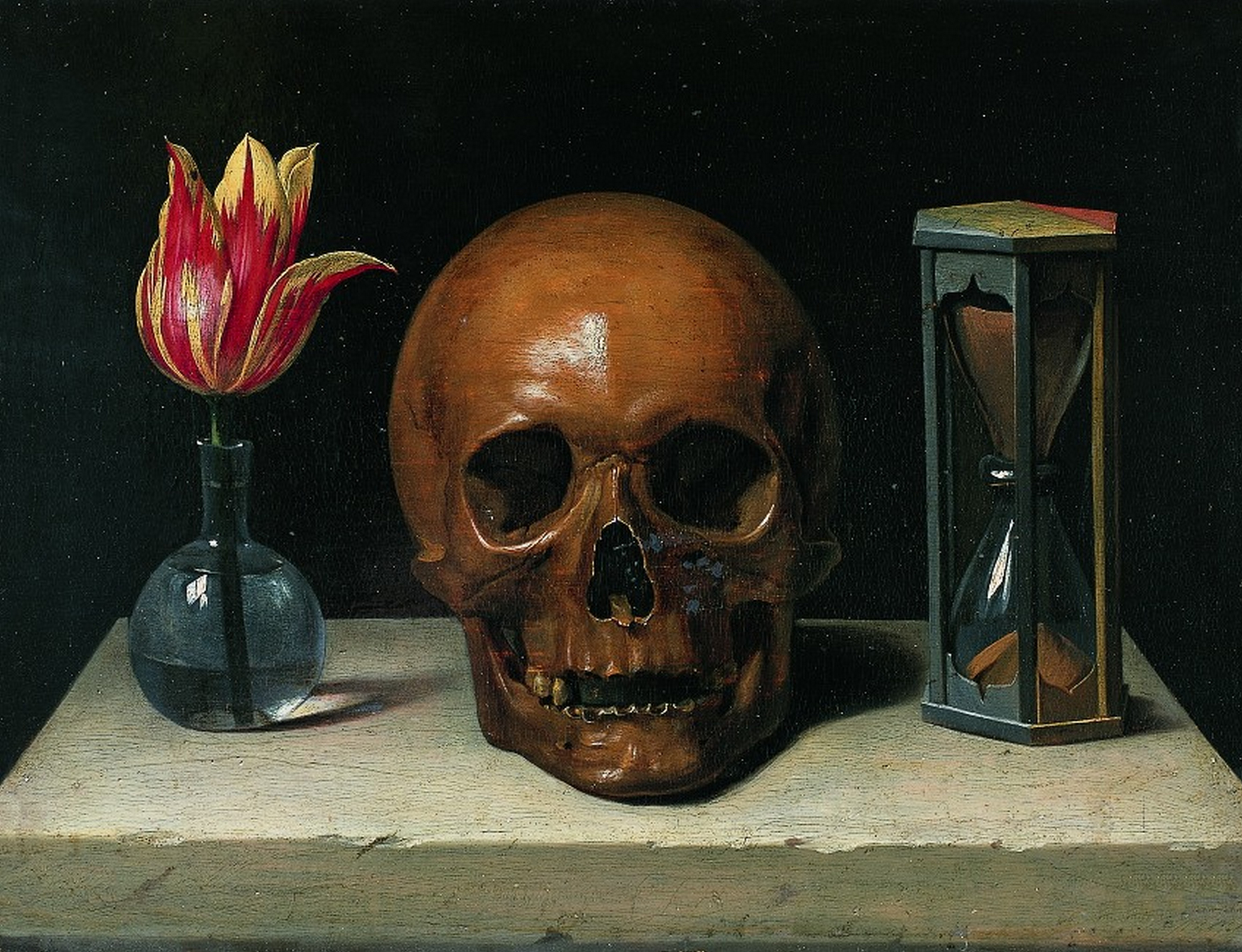
Vanitas - tranh của Philippe de Champaigne
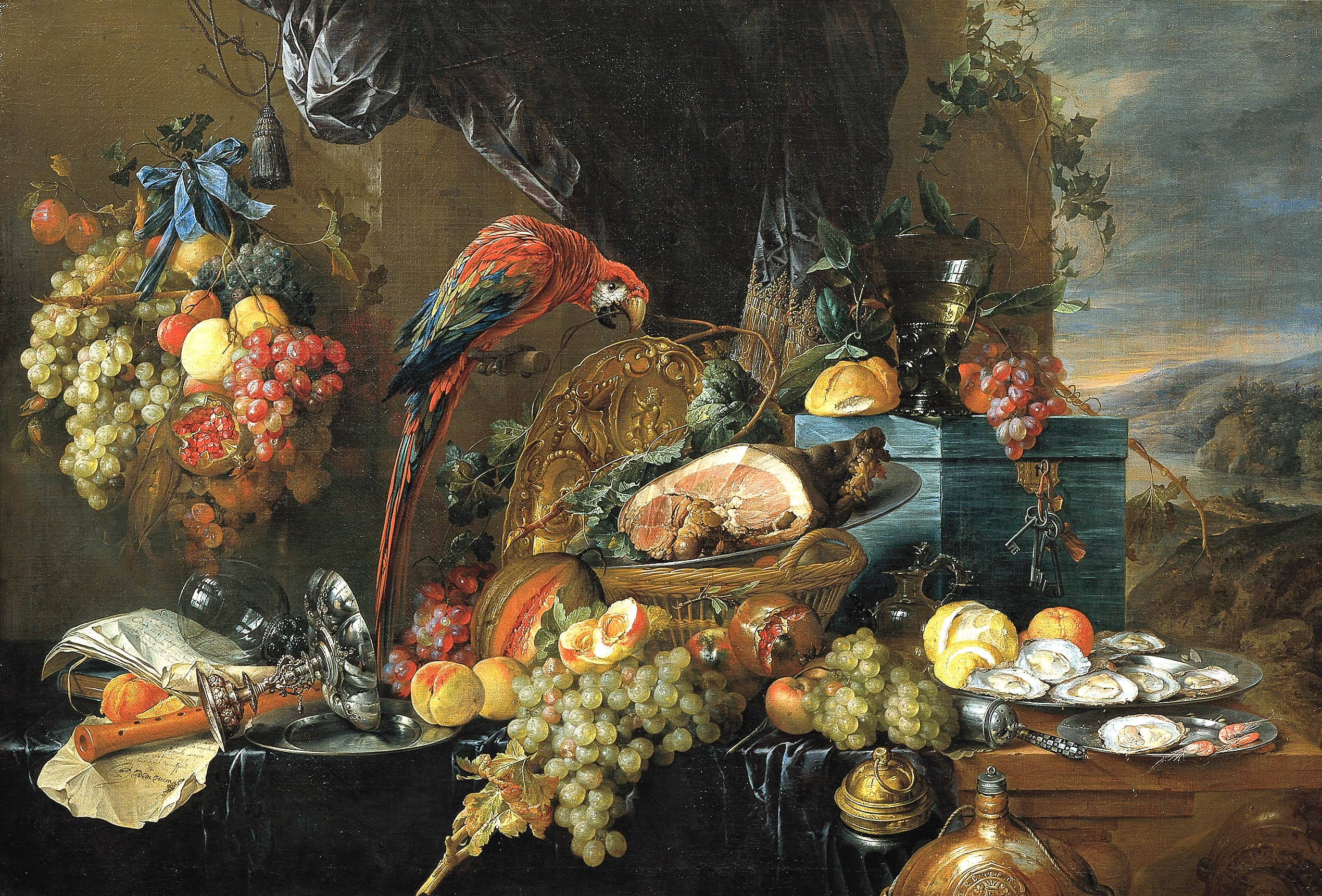
Cuộc sống - tranh của Jan Davidsz. de Heem
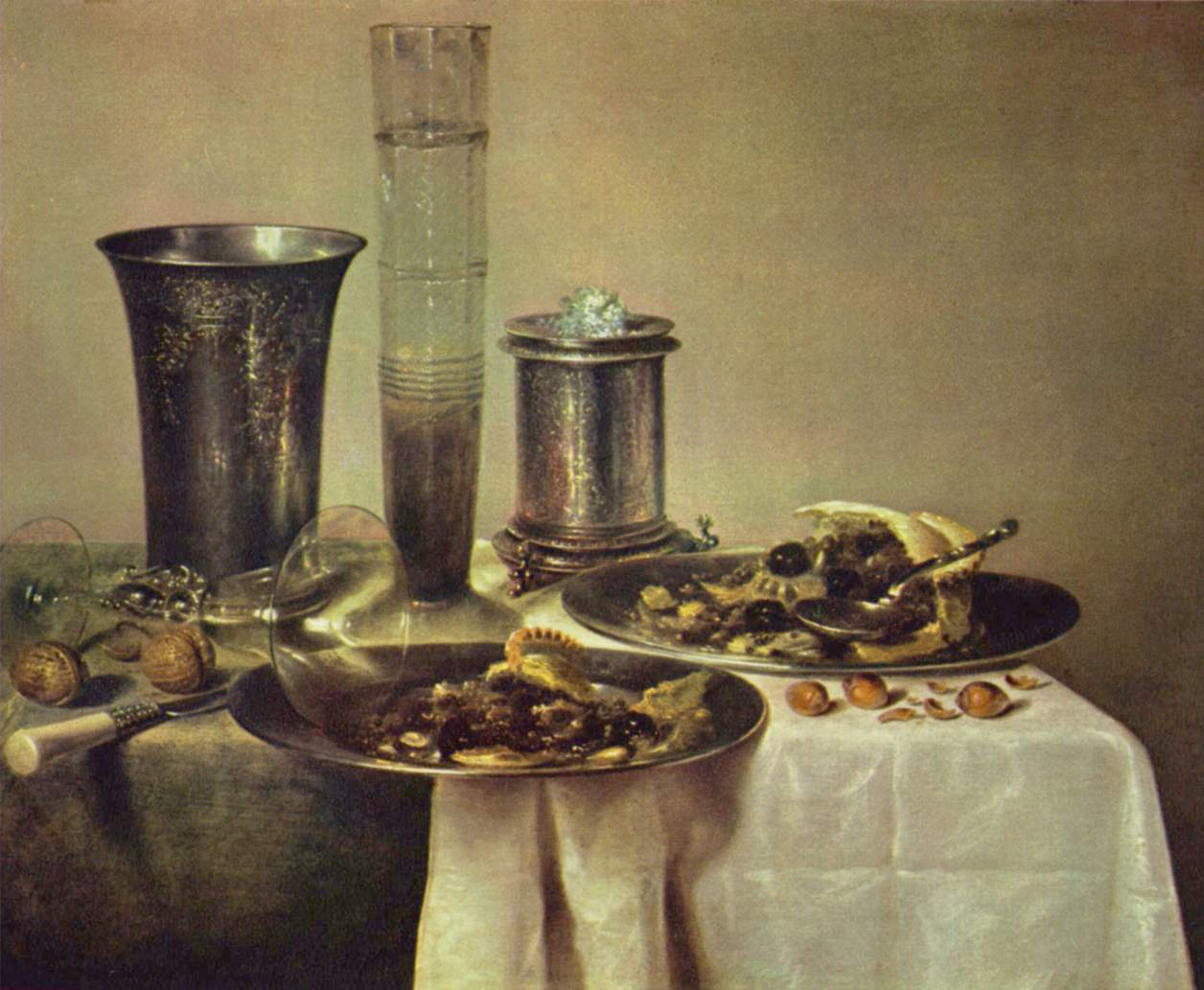
Cuộc sống - tranh của Willem Claesz. Heda
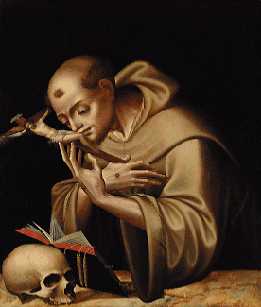
Vanitas - tranh của Luis de Morales
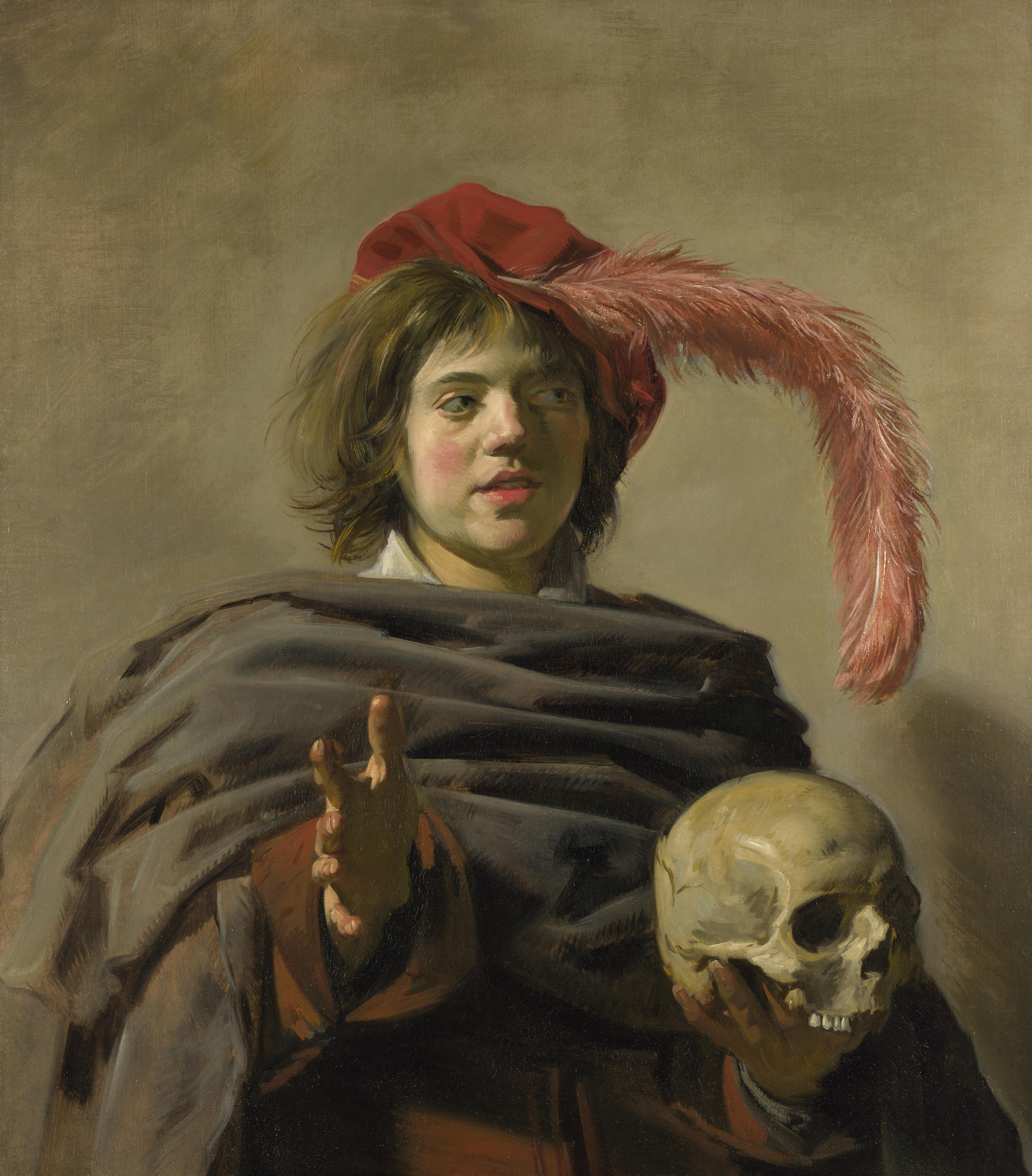
Vanitas - tranh của Frans Hals
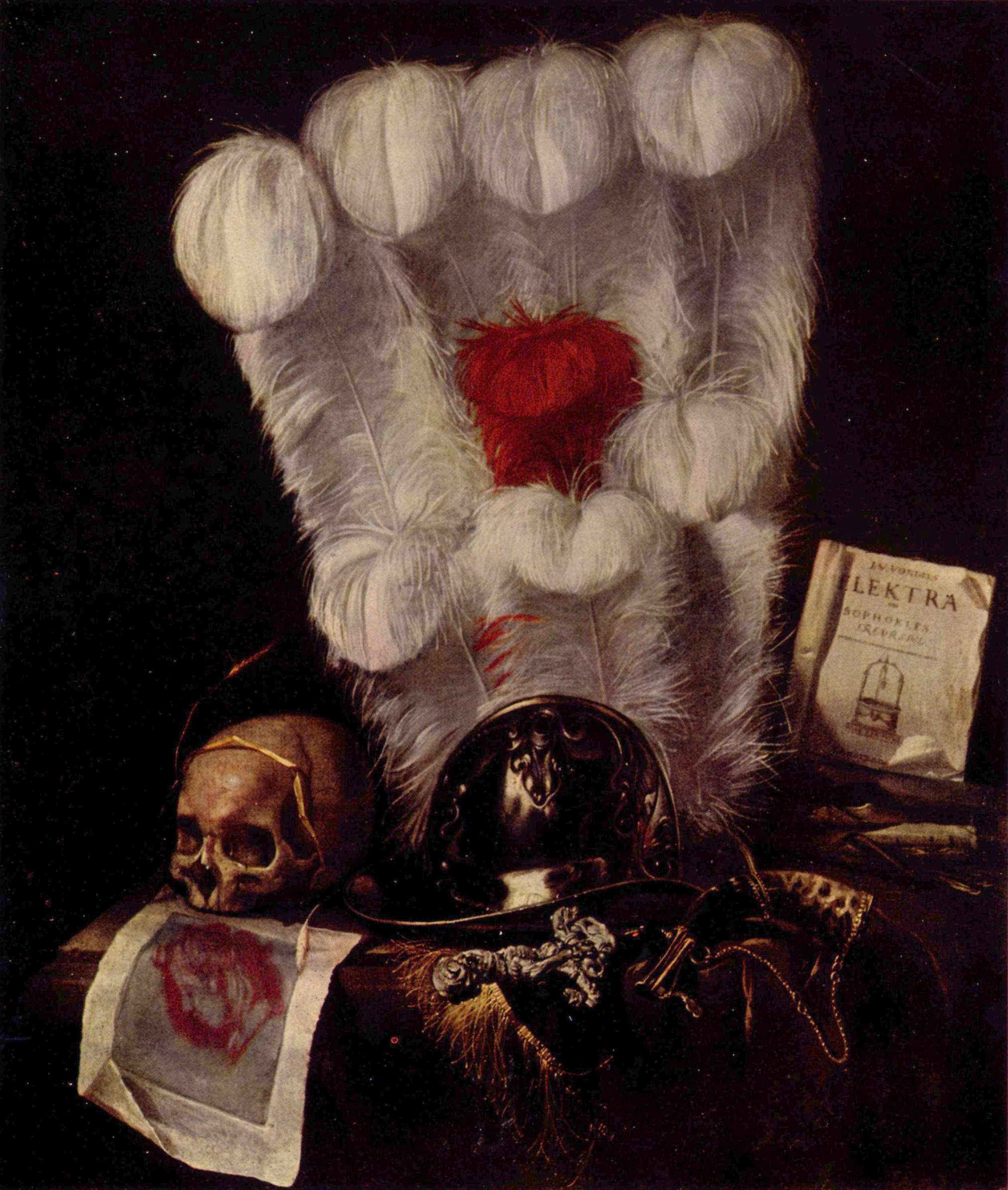
Vanitas - tranh của Juriaen van Streeck.